# 三月初七
三月初七，农历三月第七天。

## 出生
- 道教神祇何仙姑诞生。
- 五代后唐明宗长兴二年，汉隐帝刘承祐。

## 逝世
- 南宋理宗淳祐十一年，宋慈。

## 其他内容
- 三月七，遊戲崩壞：星穹鐵道角色

## 参看
- 日历
- 三月初五 - 三月初六 - 三月初七 - 三月初八 - 三月初九
- 二月初七 - 三月初七 - 四月初七
- 正月 - 二月 - 三月 - 四月 - 五月 - 六月 - 七月 - 八月 - 九月 - 十月 - 十一月 - 腊月
- 公历3月7日